# Chiesa della Consolazione (Genua)
Die Chiesa della Consolazione (ital. die Kirche des Trostes) ist eine Kirche in der ligurischen Stadt Genua. Ihr voller Name lautet Chiesa di Nostra Signora della Consolazione e San Vincenzo martire („Kirche Unserer Lieben Frau des Trostes und St. Vinzent, des Märtyrers“), sie ist jedoch auch als Chiesa di Santa Rita („Kirche der heiligen Rita“) bekannt. Die Kirche liegt an der Via XX Settembre, der Hauptachse Genuas. Sie gehört zum Vikariat Carignano-Foce.